# Lavrio
Lavrio (neugriechisch Λαύριο, altgriechisch Λαύριον Laurion (n. sg.), latinisiert Laurium, amtlich Dimos Lavreotikis Δήμος Λαυρεωτικής (m. sg.), seit dem Mittelalter bis 1908 neugriechisch Εργαστήρια Ergastíria (n. pl.)) ist eine Gemeinde in Attika und als gleichnamige Kleinstadt Sitz dieser Gemeinde. Diese befindet sich zwischen den antiken Orten Thorikos und Sounion direkt an der Küste des Ägäischen Meeres. Hier befanden sich im Altertum die Silberminen, die größtenteils zum Reichtum der Stadt Athen beigetragen haben.
Die heutige Gemeinde wurde im Jahr 2010 durch die Eingemeindung der Nachbargemeinden Agios Konstandinos und Keratea gebildet. Heute bemüht sich die Gemeinde, an der generellen touristischen Entwicklung Attikas teilzuhaben.
Die Stadt Lavrio vergrößerte sich zusehends ab dem Ende des 19. Jahrhunderts mit der einsetzenden Industrialisierung der Region; dem Bergbau in erster Linie, der Installation eines Elektrizitätswerkes sowie weiteren Industrieanlagen, die viele Arbeitsplätze boten und Arbeitskräfte aus ganz Griechenland anlockte.
Nach Abwanderung und Zerfall der Stadt in der zweiten Hälfte des 20. Jahrhunderts setzte in den letzten Jahren wieder eine Zuwanderung ein. Generell ist Lavrion eine durch Einwohner aus allen Regionen Griechenlands geprägte Stadt. Als einzige Stadt Griechenlands hat Lavrion auf dem Hauptplatz (Platia) im Zentrum der Stadt keine Kirche, weil sich die jeweiligen Zuwanderergruppen auf keine Stilrichtung einigen konnten.

## Geschichte
In der Antike bezeichnete Laurion oder Laureion das gesamte Gebirgsland im südöstlichen Attika, einen Demos dieses Namens hat es in der Antike nicht gegeben. Nach Grabfunden war die Gegend bereits in der Altsteinzeit besiedelt. In Thorikos begann der Bergbau schon im 3. Jahrtausend v. Chr. Bereits in der mykenischen Epoche wurde Silber von hier nach Kreta, Santorin und Ägypten exportiert. Im 6. Jahrhundert v. Chr. begann unter Peisistratos die systematische Ausbeutung der Bodenschätze. Im 5. und 4. Jahrhundert v. Chr. waren Privatunternehmer als Pächter des Staates tätig, sie beschäftigten dabei wohl gegen 20.000 Sklaven, meist nichtgriechischer Herkunft. Einer der bekanntesten Großunternehmer in diesem Bereich war der athenische Feldherr Nikias, der seinen thrakischen Sklaven Sosias mit der Aufsicht von über 1000 Bergwerkssklaven beauftragte. Im 3. und 2. Jahrhundert v. Chr. ging die Produktion zurück. Auch gab es eine Revolte unter den dort arbeitenden Sklaven (104–100 v. Chr.), wobei auch das nahe Kap Sounion besetzt wurde. Im 2. Jahrhundert n. Chr. spricht Pausanias von dieser Gegend als einem Ort, „wo die Athener einst Silberminen hatten“.
Von 1864 bis in die 1950er Jahre wurde wieder Bergbau von einer französischen Gesellschaft betrieben. Nach Schließung des französischen Unternehmens zogen sich auch weitere Betriebe aus der Region zurück, worauf eine Rezession mit Verfall der bis dato stattlichen Infrastruktur (Lavrion war an die erste Eisenbahnlinie Griechenlands angeschlossen) und eine massive Armut in der Region einsetzte.

Erst ab dem Jahr 1994 wurden hier zaghafte erste neue Unternehmungen gestartet, nachdem der touristische Wert der Umgebung erkannt worden war. So erhielt z. B. die erste privat betriebene Yacht-Marina Griechenlands (Olympic Marine) ihre Betriebsgenehmigung in Lavrion. Zu den Olympischen Spielen 2004 setzte ein gewaltiger Aufwand ein, um Lavrion den relativ wohlhabenden Nachbargemeinden anzupassen. 
Noch heute (2008) wird Tag und Nacht unermüdlich an der Hafenerweiterung, Straßenanbindung und Kanalisation gearbeitet, die 2004 fertiggestellt sein sollten. Durch die Nähe Lavrions zu dem neuen Athener Flughafen und seine vorteilhafte Lage, als Ausgangspunkt für Reisen zu den griechischen Inseln, wird Lavrion immer attraktiver für Fährschiffverbindungen zur Entlastung des Hafens von Piräus und als Yachtstützpunkt.

## Zur Technik

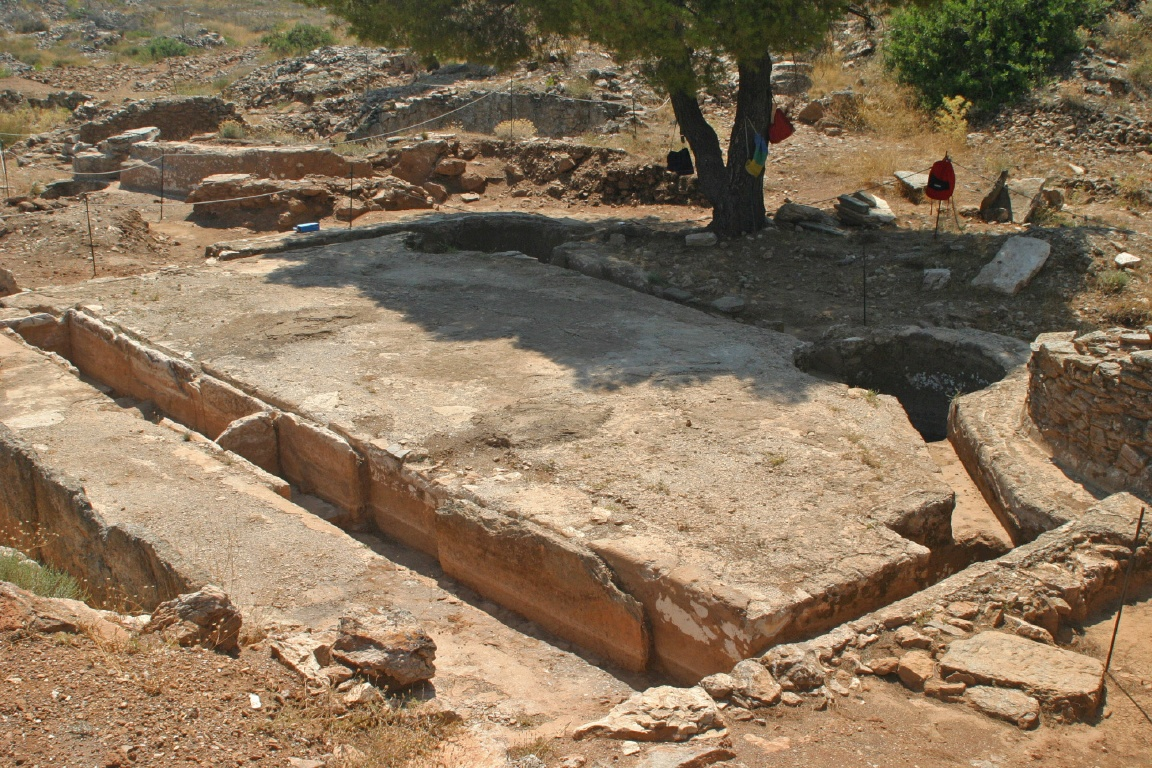
Waschanlage (Agrileza) zur Erzgewinnung

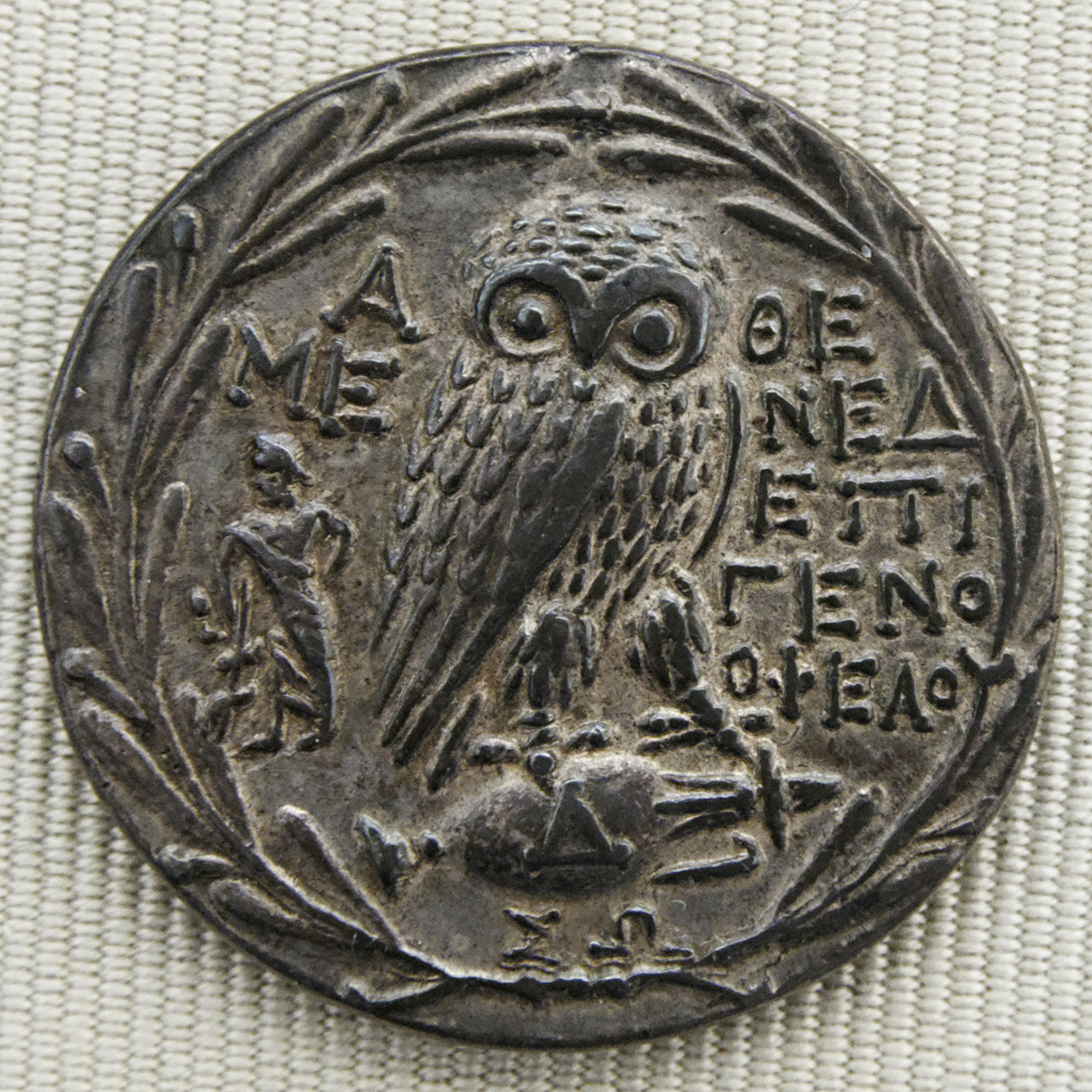
Tetradrachme geprägt aus Silber aus Laurion, 2. Jh. v. Chr.

Das Erz wurde teils im Tagebau und teils unter Tage abgebaut. Das Hauptproblem war das Wasser, das man zur Aufbereitung des Erzes benötigte. Das Roherz wurde zuerst von Hand sortiert, dann in Mörsern zerkleinert und in Mühlen gemahlen. Daraufhin kam es in Waschanlagen. Dabei wurde das Mahlgut auf einen leicht geneigten Waschtisch aufgegeben, auf dem aus Düsen Wasser strömte. Das Abwasser wurde wieder gesammelt und in kreisrunde Auffangbecken (auf der oberen Abbildung gut sichtbar) geleitet, auf dem sich das Unhaltige am Boden absetzte und das Restwasser erneut über den Tisch gespült wurde. Die schwere Erzfraktion, die auf dem Tisch liegen blieb, wurde nach nochmaliger Reinigung in einem Schmelzofen verhüttet. Dies geschah in zwei Phasen:
1. Phase: Trennung des silberhaltigen Bleis von Kupfer, Zinn.
2. Phase: Kupellieren: Trennung von Blei und Silber (bei etwa 1100 °c). Dabei schlug sich das oxidierte Blei an der Wand des Schmelztiegels nieder, während das Silber als Bodensatz zurückblieb.
Das Silber von Laurion hatte einen Reinheitsgrad von 986/1000. Pro Ofen und Tag wurden vier Tonnen der Schwerfraktion verarbeitet, wozu man eine Tonne Holzkohle brauchte. In dieser Gegend, die einst „waldreich“ war, wurde praktisch alles abgeholzt.

## Ausgrabungen
Im Gebiet der Gemeinde befindet sich am Kap Sounion die Ruine eines Poseidon-Tempels, die zu den bekanntesten Sehenswürdigkeiten Griechenlands zählt. Der Bergbau ist dokumentiert durch im Gelände verstreuten Überreste bei Argileza und Thorikos; insbesondere von Waschanlagen, Zisternen und Kanälen. Eine Karte im Bergbaumuseum von Lavrion erleichtert die Orientierung.